# امپایر استیت پنجم
امپایر استیت پنجم (به انگلیسی: Empire State V) یک کشتی بود که طول آن ۵۳۴ فوت (۱۶۳ متر) بود. این کشتی در سال ۱۹۵۰ ساخته شد.